# جان گلد استفانسون

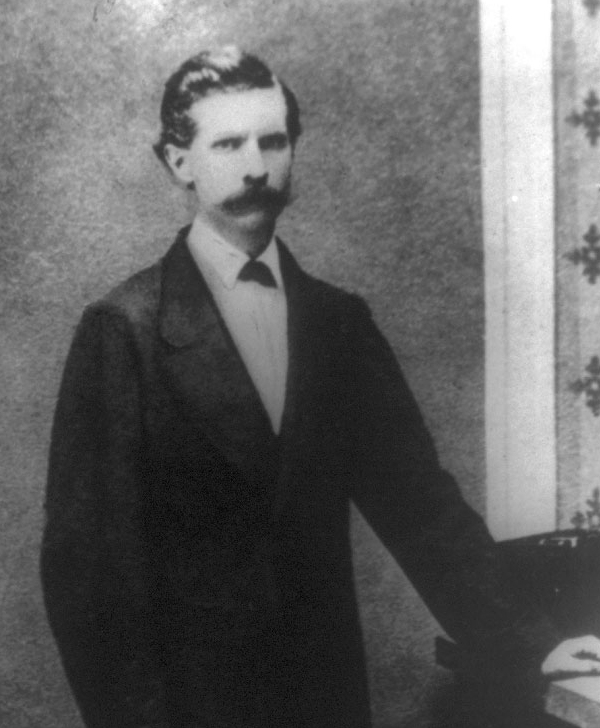
جان گلد استفانسون

جان گلد استفانسون (به انگلیسی: John Gould Stephenson) ( تولد : ۱ مارس ۱۸۲۸ - ۱۲ نوامبر ۱۸۸۲ ) پنجمین کتابدار کتابخانه ملی کنگره آمریکا بود . وی از سال ۱۸۶۱ تا ۱۸۶۴ عهده‌دار این سمت بود .